# Nguyễn Chí Thiện
Nguyen Chi Thien, (Nguyễn Chí Thiện) (Hanói, 1939 - 2 de octubre de 2012), poeta disidente vietnamita que pasó un total de veintisiete años en la cárcel.

## Biografía
Thien fue educado en academias privadas y era un partidario del Viet Minh en su juventud. Sin embargo en 1960, él desafió la versión oficial de la Segunda Guerra Mundial - que la Unión Soviética había derrotado al Ejército Imperial de Japón en Manchuria, poniendo fin a la guerra - mientras enseñaba una clase de historia de la escuela secundaria. Thien dijo a la clase que Estados Unidos derrotó a Japón cuando cayeron las bombas atómicas sobre Hiroshima y Nagasaki.
Fue condenado a dos años de prisión y cumplió tres años y seis meses en campos de reeducación. Thien comenzó a componer poemas en la cárcel, y los guardaba en su memoria. Después de un breve comunicado en 1966, fue encarcelado de nuevo por componer poemas políticamente irreverentes. Él negó los cargos, y pasó otros once años y cinco meses en campos de trabajo.
En 1977, dos años después de la caída de Saigón, Thien y otros presos políticos fueron puestos en libertad para hacer espacio para los oficiales de la República de Vietnam. Thien aprovechó la oportunidad de su puesta en libertad para escribir sus poemas memorizados.
Nguyen Chi Thien murió en Santa Ana, California, el 2 de octubre de 2012.

## Premios y honores
- 1989 Premio PEN/Barbara Goldsmith Libertad para Escribir